# Kick-Ass: Music From The Motion Picture
Kick Ass: Music from the Motion Picture es una banda sonora de la película Kick-Ass y fue lanzada el 29 de marzo de 2010 en el Reino Unido, y en iTunes de los Estados Unidos, el 30 de marzo de 2010. La canción homónima es cantada por Mika, la cual coescrita por Jodi Marr y producida por RedOne.
El video musical del sencillo muestra a Mika, tirado indefenso en un callejón después de ser asaltado. El empieza a cantar y cuando lo hace, las palabras poderosas en las letras y su búsqueda de una edición del cómic Kick-Ass lo inspiran a correr por los tejados. El video también cuenta con escenas intercaladas de la película.
La canción «Stand Up» de The Prodigy aparece en el teaser y en los avances de la misma.
Hay una canción que aparece en la película, pero no en la banda sonora: «Crazy». Ésta se presenta en el Mistmóvil cuando Kick-Ass y Red Mist cruzan la ciudad juntos. Además, la versión de «Bad Reputation» de Joan Jett fue interpretada por una banda llamada The Hit Girls e incluida en el álbum. Sin embargo, la canción «Hey Little World» de The Hives, la cual apareció en los avances de diferentes estrenos, no fue incluida.

## Lista de canciones
| N.º | Título                                                | Artista                       | Duración |  |
| 1.  | «Stand Up»                                            | The Prodigy                   | 5:08     |  |
| 2.  | «Kick Ass (Radio Edit)»                               | Mika vs. RedOne               | 3:11     |  |
| 3.  | «Can't Go Back»                                       | Primal Scream                 | 3:46     |  |
| 4.  | «There's a Pot a Brewin'»                             | The Little Ones               | 3:13     |  |
| 5.  | «Omen»                                                | The Prodigy                   | 3:54     |  |
| 6.  | «Make Me Wanna Die»                                   | The Pretty Reckless           | 3:55     |  |
| 7.  | «Banana Splits (Versión de la película)»              | The Dickies                   | 2:04     |  |
| 8.  | «Starry Eyed»                                         | Ellie Goulding                | 2:57     |  |
| 9.  | «This Town Ain't Big Enough For The Both Of Us»       | Sparks                        | 3:03     |  |
| 10. | «We're All In Love»                                   | The New York Dolls            | 4:50     |  |
| 11. | «Bongo Song»                                          | Zongamin                      | 5:00     |  |
| 12. | «Per Qualche Dollaro in Più (For a Few Dollars More)» | Ennio Morricone               | 2:53     |  |
| 13. | «Bad Reputation»                                      | Joan Jett and the Blackhearts | 2:56     |  |
| 14. | «An American Trilogy»                                 | Elvis Presley                 | 4:31     |  |
| 15. | «Crazy»                                               | Gnarls Barkley                | 2:58     |  |